# 1921 en Colombie-Britannique
Chronologie de la Colombie-Britannique
- 1917
- 1918
- 1919
- 1920
- 1921
- 1922
- 1923
- 1924
- 1925

Cette page concerne des événements qui se sont produits durant l'année 1921 dans la province canadienne de Colombie-Britannique.

## Politique
- Premier ministre : John Oliver.
- Chef de l'Opposition :  William John Bowser
- Lieutenant-gouverneur : Walter Cameron Nichol
- Législature :

## Événements
- La commission scolaire à Victoria en Colombie-Britannique crée une école ségrégationniste pour les chinois. Après un boycott de cette école, le plan est abandonné.
- Fin de la Saison 1920-1921 de la LNH. Les Sénateurs d'Ottawa remportent la coupe Stanley contre les Millionnaires de Vancouver.
- Création de la section britanno-colombienne du Parti communiste du Canada.